# Isla Santa Catarina
La isla Santa Catarina  está situada en el estado de Santa Catarina, sobre las aguas del océano Atlántico. Con una superficie de 523 km² en los que viven 315.000 habitantes (2008). Se encuentra conectada con el continente por tres grandes puentes (puente Hercílio Luz y el doble rodado, el puente Colombo Salles y el puente Pedro Ivo Campos). Además dispone de balnearios y numerosos establecimientos comerciales.
Un 97,23% del municipio de Florianópolis, capital del estado, se encuentra en la misma isla de Santa Catarina.
Es la mayor isla de un archipiélago constituido por más de 20 islas.

## Historia

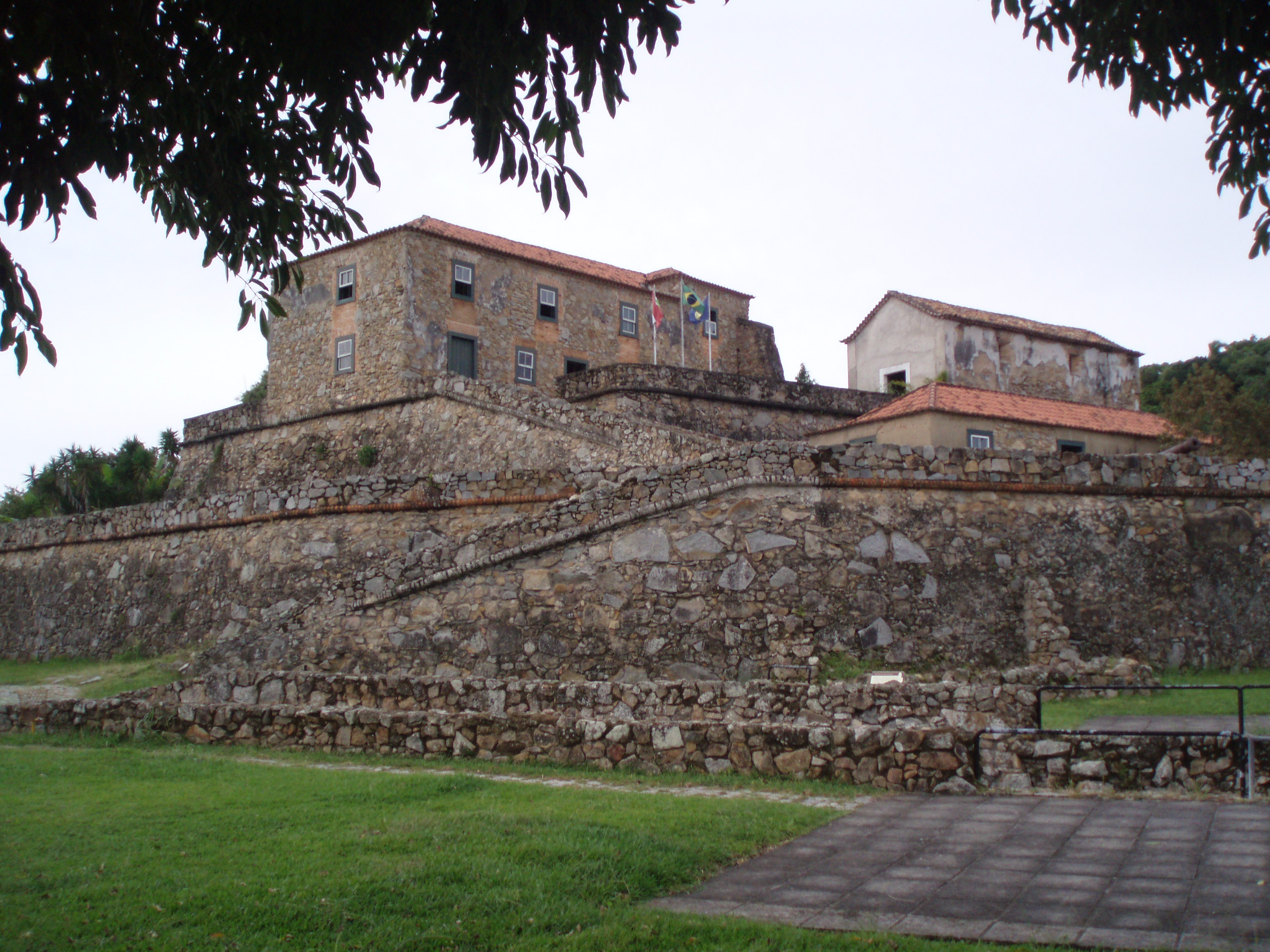
Fortaleza de São José da Ponta Grossa, construida en el XVIII.

En 1776 el rey Carlos III de España, en respuesta al avance portugués y estando Gran Bretaña ocupada en la guerra de Independencia de Estados Unidos, ordenó el envío de una expedición organizada por don Pedro de Cevallos al Río de la Plata, compuesta por un ejército de 9000 hombres y una poderosa flota, formando parte e interviniendo en la misma el II Batallón del Regimiento de Saboya al mando de don Antonio Olaguer Feliú y constituido el batallón por 720 soldados. El 22 de febrero de 1777 el Saboya tuvo el honor de iniciar el desembarco seguido por el resto de los batallones, no encontrando oposición alguna.
Cuando las guarniciones portuguesas de las fortalezas de Ponta Grossa, Ratones y Santa Cruz vieron que los españoles se disponían a atacarlos, se retiraron precipitadamente al continente, dejando la artillería. Varios barcos se dirigieron a atacar el Castillo de Concepción, que fue capturado sin hacer ningún disparo junto con 3 sumacas.
La mayoría de los 4000 soldados portugueses al mando del mariscal António Carlos Furtado de Mendonça lograron pasar al continente, pero los prisioneros fueron remitidos a Río de Janeiro junto con el gobernador el 14 de marzo.
Por el Tratado de El Pardo de 1778, volvieron a manos portuguesas a cambio de la futura Guinea Española.